# Röktuvskivling
Röktuvskivling (Lyophyllum fumosum) är en svampart som först beskrevs av Christiaan Hendrik Persoon, och fick sitt nu gällande namn av Peter D. Orton 1960. Röktuvskivling ingår i släktet Lyophyllum och familjen Lyophyllaceae.  Arten är reproducerande i Sverige. Inga underarter finns listade i Catalogue of Life.

## Källor

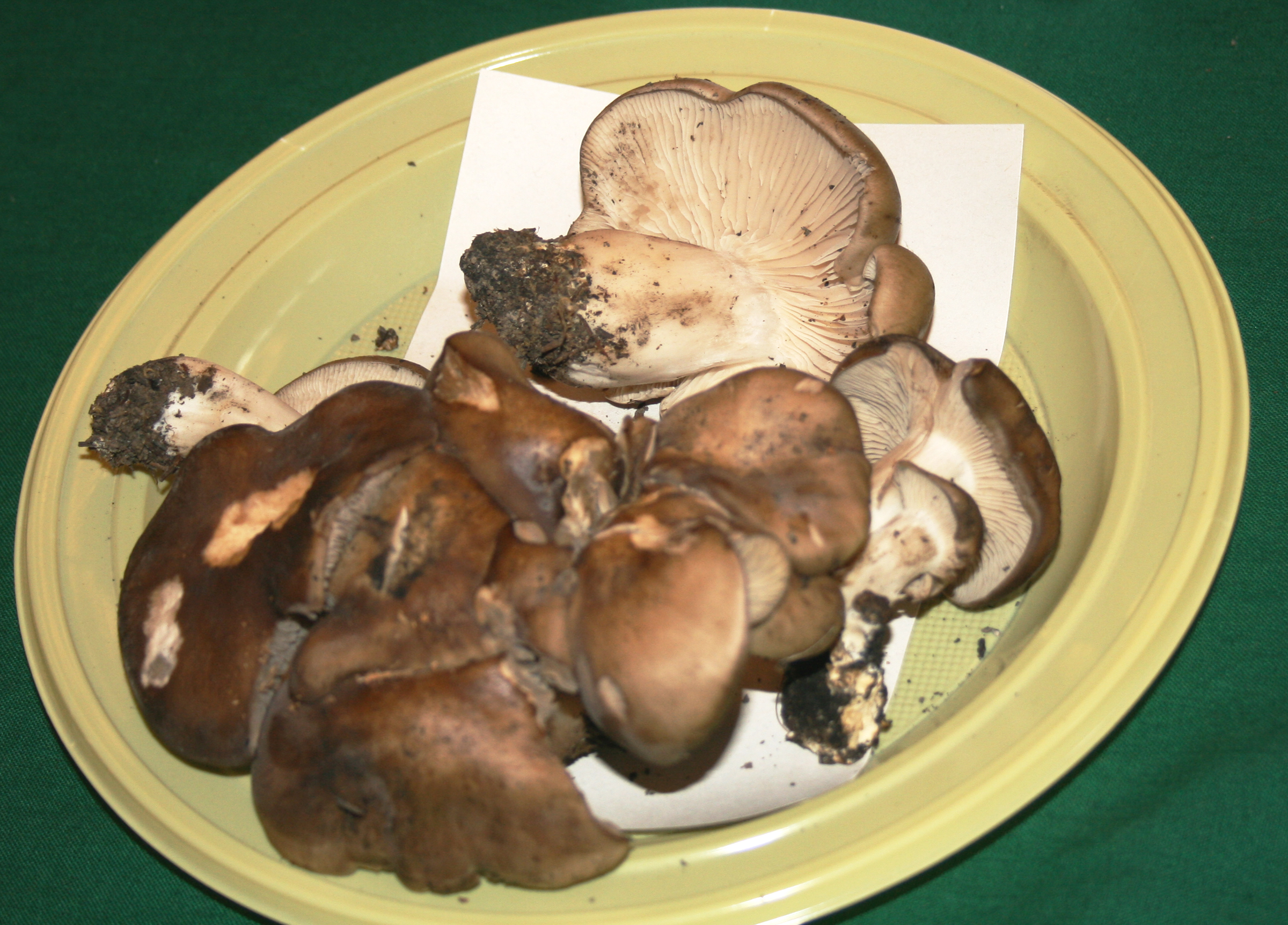
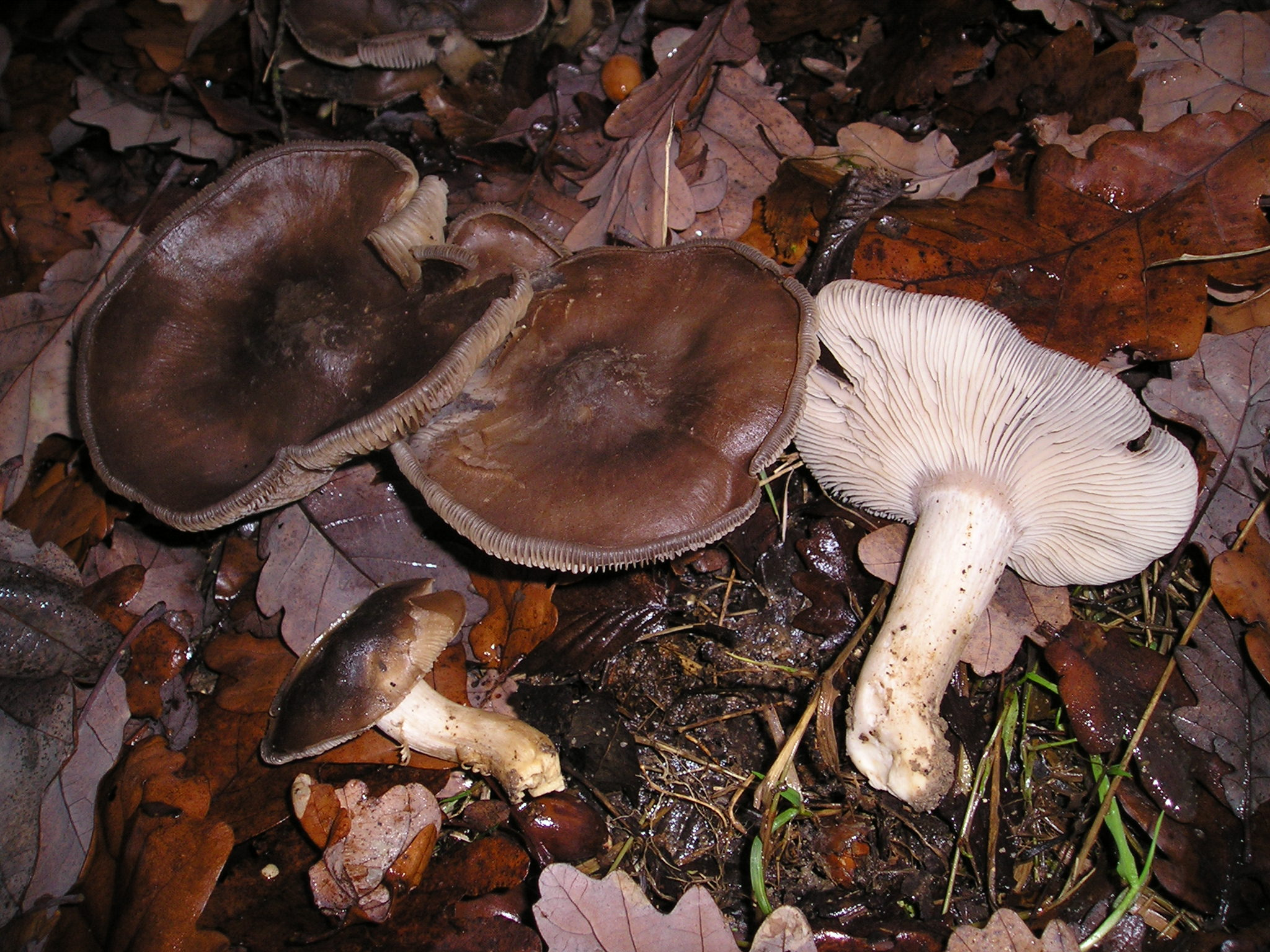
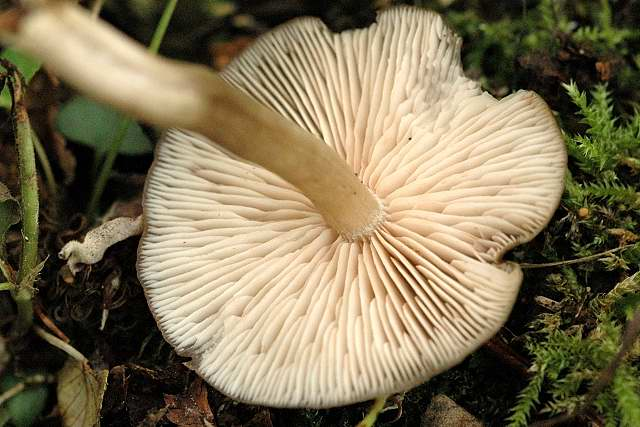